# Estación de Novi Sad
La estación de ferrocarril de Novi Sad (en serbio: Железничка станица Нови Сад) es la principal estación de ferrocarril de Novi Sad (Serbia). La estación actual, situada en el bulevar Jaša Tomić, fue inaugurada en 1964, después del cierre de la antigua estación ferroviaria de 1883, ubicada anteriormente en el actual mercado de productos frescos de Liman. La estación presta servicio a varios trenes de alta velocidad a Belgrado cada día y forma parte del proyecto ferroviario Budapest-Belgrado.

## Ubicación
Conectada a la línea principal 4 del sistema ferroviario serbio, la estación está ubicada en el centro de la ciudad, al comienzo del Bulevar de la Liberación, que forma la columna vertebral del tráfico urbano en dirección norte-sur y a través del Puente de la Libertad conduce a la región histórica de Srem. En dirección este-oeste se encuentra el bulevar Jaša Tomić, que conduce a las zonas este, norte y oeste de la ciudad a través de las calles Kisačka y Rumenačka. A apenas 50 m m de los andenes se encuentra una plataforma de gran extensión como punto de giro para la mayoría de las líneas de autobuses locales de la compañía JGSP Novi Sad, así como las plataformas de entrada y salida de la estación internacional de autobuses de Novi Sad (MAS).
La estación ferroviaria consta de cuatro unidades especializadas para distintas funciones: la parte administrativa del edificio con un patio, en la que también se ubican ciertas instalaciones para pasajeros (A), el vestíbulo central de la estación con taquillas y salas de espera, definido por la estructura de la cubierta (B), un bloque de instalaciones de restauración con la infraestructura correspondiente (C) y un espacio de almacenamiento para carga fraccionada, conectado a la plataforma mediante rampas (D).

## Historia

### Antigua estación
El edificio original de la estación de tren de Novi Sad estaba situado en el lugar donde hoy se encuentra el mercado de productos frescos de Liman y el bulevar Car Lazar y se construyó en 1882 en el estilo arquitectónico ecléctico común en las estaciones pequeñas por toda Austria-Hungría. El edificio constaba de un salón central con cajeros y salas de espera para pasajeros, además de oficinas y un restaurante. Junto al edificio principal se encontraban almacenes, un edificio de aduanas y un edificio para el servicio postal. El primer tren llegó desde Subotica el 5 de marzo de 1883. Ese día, alrededor de las 18:30, llegaron tres trenes: el primero transportaba a los funcionarios ferroviarios a distintas estaciones, el segundo, compuesto por tres locomotoras, se utilizó para las pruebas en el puente Príncipe Andrés y el tercero era conducido por el director de los ferrocarriles estatales húngaros, L. Tolnay, y el jefe de la Inspección de la Construcción, el asesor ministerial L. Nadia.
La primera línea ferroviaria con Zemun, de 74,4 km de longitud, se puso en servicio el 10 de diciembre de 1883. Un año más tarde se estableció la conexión con Belgrado a través del puente Sava, uniéndolo con la línea ferroviaria Belgrado-Niš. La estación también conectaría Novi Sad con Budapest, Viena, Niš y Estambul. El famoso Orient Express, que circulaba de París a Estambul, pasaba inicialmente por la región del Banato a través de Kikinda y más tarde tendría una ruta a través de Budapest y Novi Sad pasando por el puente del Emperador Francisco José (más tarde los puentes Varadin y Žeželj).
Muchas personas célebres de la época utilizaron la estación de tren y sus servicios, como los miembros de la familia Dunđerski, Laza Kostić, Jovan Jovanović Zmaj, Svetozar Miletić, Isidora Sekulić y Agatha Christie.
El 4 de enero de 1890, en la festividad ortodoxa de Tucindan, Jaša Tomić asesinó a Miša Dimitrijević en medio de una abarrotada estación de tren. Este acontecimiento sería conocido como la tragedia de Tucindan (Tucindanska tragedija).
Desde 1901 se utiliza un ómnibus para transportar pasajeros desde la estación de tren hasta el centro de la ciudad. El tranvía eléctrico fue introducido el 30 de septiembre de 1911. La línea de tranvía duró hasta 1958, cuando se interrumpió todo el tráfico de tranvía en la ciudad con la introducción de los servicios de autobús.
En 1921 se construyó un patio de maniobras en las afueras de la ciudad, que más tarde se convertiría en el barrio de Bistrica, a partir de los supuestos diseños de la oficina de Gustave Eiffel.
Debido a la creciente demanda, la antigua estación de tren fue renovada y ampliada en 1931 con un diseño modernista popular en ese momento, con relieves en piedra de atletas que llevan a la carrera una rueda de tren con alas.
Durante la Segunda Guerra Mundial, la estación fue escenario de una masacre de civiles inocentes que intentaban huir de la ciudad en abril de 1941 después de la ocupación húngara de los territorios yugoslavos, un precursor de la incursión de Novi Sad. La estación fue bombardeada por los aliados en septiembre de 1944. Fue rápidamente reconstruida y puesta en servicio después de la liberación de la ciudad el 23 de octubre de 1944, y los servicios de tranvía se reanudaron el 25 de mayo de 1945.
Debido a la expansión de la ciudad y a la evolución de la red ferroviaria, la antigua estación perdió su importancia en la década de 1960. Se planeó que la estación ferroviaria principal de la ciudad se trasladara al norte, al final del futuro bulevar 23 de Octubre (más tarde conocido como bulevar de la Liberación). El cierre de la antigua estación comenzó en mayo de 1961. El último tren cruzó el puente Mariscal Tito (predecesor del nuevo puente Varadin) en 1962, después de lo cual se desmanteló la vía férrea desde el puente, así como desde la calle Štrosmajerova y dentro de Petrovaradin. En el último coche del tren había un cartel que decía «Jel Vam žao što se rastajemo?» («¿Estáis tristes de que nos separemos?»). Con la inauguración de la nueva estación ferroviaria, la antigua cerró después de más de 80 años de servicio.
Entre 1968 y 1970, se desmanteló la antigua estación ferroviaria y se construyeron bulevares modernos sobre sus antiguas vías de tren. En el trayecto desde el puente Mariscal Tito hacia el nuevo barrio de Liman, se construyeron la calle Maksima Gorkog y el bulevar Cara Lazara. Sobre las antiguas vías de Sombor y Subotica se construyeron dos bulevares: el bulevar Patrijarha Pavla (antes bulevar Somborski) y el bulevar Europa (antes bulevar Subotički). Los restos del antiguo patio de maniobras sirvieron para el paso de trenes de mercancías hasta 2021, cuando se desmontaron y retiraron los últimos raíles del ferrocarril tras la inauguración del nuevo parque. Actualmente existen planes para restaurar el antiguo patio de maniobras del tren y utilizarlo como parte de un complejo con un parque central conectado con el nuevo parque a través de un puente peatonal.
En 2003, para conmemorar el 120.º aniversario del tráfico ferroviario en Novi Sad, se colocó una marca conmemorativa en el sitio de la antigua estación ferroviaria. El relieve de piedra se encontraba en la fachada del antiguo edificio, encima de la salida al andén 2. En la actualidad se encuentra en el extremo este del mercado de productos frescos de Liman, dentro del patio trasero abierto de la oficina de correos en la calle Vojvođanska.

### Estación actual
En 1960, el Ayuntamiento de Novi Sad anunció una convocatoria pública para el diseño de la estación de trenes y autobuses. La condición previa para la construcción de las nuevas estaciones fue la construcción del antiguo puente Žeželj entre 1957 y 1961, diseñado por Branko Žeželj y construido por Mostogradnja. Dado que ninguna de las cuatro propuestas presentadas cumplía los requisitos, el proyecto se adjudicó al estudio de arquitectura "Arhitekt" de Novi Sad. Imre Farkaš fue nombrado diseñador jefe y contó con la asistencia de Milan Matović. La nueva estación fue diseñada en un ambiente elegante y creativo, integrando los requisitos de la convocatoria abierta con sugerencias de expertos para modernizar el ferrocarril. La construcción comenzó el 1 de marzo de 1963 por la empresa constructora "Neimar" de Novi Sad, junto con las empresas "Novomont", "Metal" y "Polet". La empresa "Albini" fue la encargada de colocar todos los cristales del edificio en 28 horas de trabajo ininterrumpido. La estación se construyó en un tiempo récord de 15 meses, utilizando técnicas de construcción sencillas. Los costes fueron mucho menores de lo esperado, y el plazo de construcción también fue menor de lo previsto.
El edificio se caracteriza por un tejado en dientes de sierra, un símbolo de los tejados típicos de las casas de Voivodina (o casas de Panonia). En el interior de la estación se utilizaron 17 tipos de piedra procedentes de distintas partes de Yugoslavia para cubrir las paredes y los suelos de la estación. Ljubiša Petrović fue responsable de la grandiosa composición «Zora u ravnici Vojvodine» («Amanecer en las llanuras de Voivodina»), construida con técnica ceramoplástica. Nikola Popržana realizó en cobre un escudo de armas de Novi Sad que se colocó en el lado de la plataforma del edificio. En su momento fue aclamado como una obra maestra de la arquitectura moderna.
La estación fue inaugurada por todo lo alto el 31 de mayo de 1964 por Stevan Doronjski-Franja, vicepresidente del comité ejecutivo de la República Socialista de Serbia. El primer tren partió hacia Belgrado a las 10:32 de la mañana, mientras que el segundo tren partió a las 11 en punto hacia el norte del país en dirección a Subotica. A pesar de que el edificio principal estaba abierto al público, ciertas áreas como el ala este, utilizada como espacio de almacenamiento para carga fraccionada, no quedarían terminadas hasta la década de 1970.
El 15 de abril de 1988, para conmemorar el 105.º aniversario del tráfico ferroviario en Novi Sad, se colocó a la entrada de la estación la locomotora de vapor JŽ 51-007 (o MÁV 375.956), como parte de la colección técnica del Museo de los Ferrocarriles Serbios. Desde entonces, fue un lugar habitual de encuentro para las personas que llegaban o salían de Novi Sad en tren, autobús o coche. La locomotora fue construida en 1925 en Budapest. Se construyeron 624 locomotoras de esta serie. La última de ellas, y también la última locomotora de vapor construida en Hungría, fue la locomotora MÁV 375.1032, construida en 1959. Eran locomotoras comunes utilizadas en la parte húngara de Austria-Hungría en el período de 1910 a 1924. Tras la Segunda Guerra Mundial, había 166 locomotoras en servicio construidas en los períodos 1907-1918, 1920-1926 y 1942. En el territorio de la moderna Voivodina se encuentran 58 locomotoras de esta serie en los patios de trenes o expuestas en Novi Sad, Subotica, Sombor, Kikinda, Vršac, Zrenjanin, Pančevo e Inđija. La locomotora JŽ 51-007 fue utilizada en las primeras tomas de la película italiana Andremo in città en 1966.
En 1989, junto a la antigua locomotora expuesta, se emplazó una estatua de bronce de un trabajador ferroviario. Esculpida por Radovan Moljski, representa a un trabajador ferroviario con un uniforme estándar utilizado en el período de 1945 a 1985.
El edificio del ferrocarril quedó abandonado durante las inestabilidades políticas y económicas de los años 1990 y 2000. El restaurante y las salas de espera dejaron de utilizarse, mientras que la limpieza era deficiente. El reloj de la estación permaneció estropeado durante años.
El tráfico ferroviario se vio interrumpido durante el bombardeo de la OTAN sobre Novi Sad en 1999. El antiguo puente de Žeželj fue bombardeado dos veces, el 22 y el 26 de abril, hasta su destrucción. El tráfico ferroviario a través del Danubio quedó interrumpido hasta el 29 de mayo de 2000, cuando se construyó el puente provisional Boško Perošević.

#### Reconstrucción de la estación
En 2021, se dieron a conocer los planes para renovar y ampliar la estación como parte de un programa de revitalización y modernización ferroviaria a nivel nacional por parte del gobierno serbio para introducir en el país el tren de alta velocidad. El plan incluía la reconstrucción de las vías 1, 2, 3, 10 y 11, la construcción de una nueva plataforma y la renovación completa del edificio principal con ascensores adicionales para personas de movilidad reducida. Las obras de reconstrucción de la estación comenzaron en septiembre de 2021. La condición previa para la renovación de la estación fue el desmantelamiento del puente Boško Perošević y la construcción del puente combinado tren-carretera sobre el Danubio, diseñado por Aleksandar Bojović y construido por el consorcio internacional JV Azvi – Taddei – Horta Coslada entre 2012 y 2018. La reconstrucción de la estación estuvo a cargo de China Railway International Co., Ltd (una subsidiaria de China Railway Group Limited) y China Communications Construction Company, Ltd. (en conjunto: CRIC-CCCC) como parte del proyecto del ferrocarril Budapest-Belgrado, la primera etapa de la conexión ferroviaria internacional planificada Budapest-Belgrado-Skopie-Atenas. El 7 de marzo de 2022, JKP "Stan" restauró la locomotora JŽ 51-007, además de instalar luces de exhibición adicionales a su alrededor. El 19 de marzo de 2022 se inauguró la vía de 75 km para velocidades de hasta 200 km/h entre Belgrado y Novi Sad, junto con una estación de ferrocarril reconstruida. La construcción del tramo de 107,4 km entre Novi Sad y Subotica (en la frontera con Hungría) comenzó el 7 de abril de 2022 y está previsto que concluya a finales de 2024.[actualizar] La segunda reconstrucción del edificio de la estación finalizó el 5 de julio de 2024.

#### Derrumbe de la marquesina en noviembre de 2024
El 1 de noviembre de 2024, alrededor del mediodía, se derrumbó la marquesina de hormigón sobre la entrada del edificio reconstruido, dejando catorce muertos y tres heridos. Dos personas quedaron atrapadas bajo los escombros y fueron rescatadas a lo largo del día. Después del derrumbe de la marquesina, la estación fue clausurada temporalmente por un período que no se hizo público hasta que se retiraron los escombros, se repararon los daños y el edificio principal fue seguro para su uso nuevamente.  Todo el tráfico público de Novi Sad desde Subotica y Sombor se desvió a la estación de Futog, mientras que el tráfico desde Belgrado se trasladó a la estación de Petrovaradin.

## Servicios de trenes

### Trenes internacionales
- 340/341 (Beograd) Belgrado-Centro – Novi Sad – Subotica – Budapest-Keleti
- 342/343 Belgrado-Centro – Novi Sad – Subotica – Budapest-Keleti
- 344/345 (EC Avala) Belgrado-Centro – Novi Sad – Subotica – Budapest-Keleti – Wien Hbf
- 1136/1137 (Panonija) Bar – Belgrado-Centro – Novi Sad – Subotica

### Inter City de Serbia
- 540/541 (ICS Palić) Belgrado-Centro – Novi Sad – Subotica

### Regio Express
- Novi Sad – Belgrado-Centro
- Novi Sad – Vrbas – Subótica

### Trenes locales
- Novi Sad – Belgrado
- Novi Sad – Vrbas – Subótica
- Novi Sad – Vrbas
- Novi Sad – Bogojevo – Sombor
- Novi Sad – Bogojevo – Sombor – Subotica
- Novi Sad – Inđija – Šid
- Novi Sad – Inđija – Sremska Mitrovica

## Galería

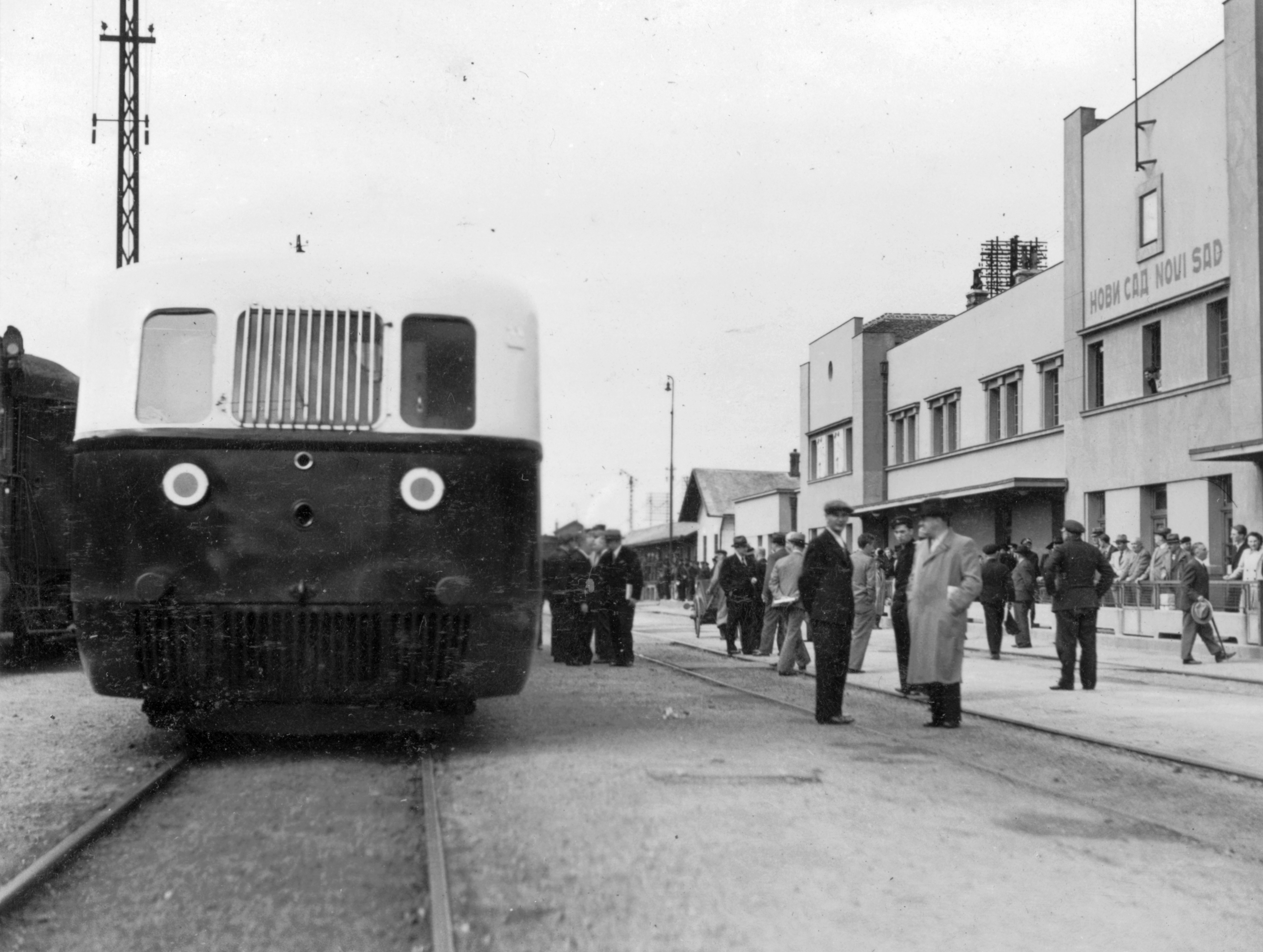
Ferrocarril serie Árpád fabricado por "Ganz" en la antigua estación de Novi Sad, 1937
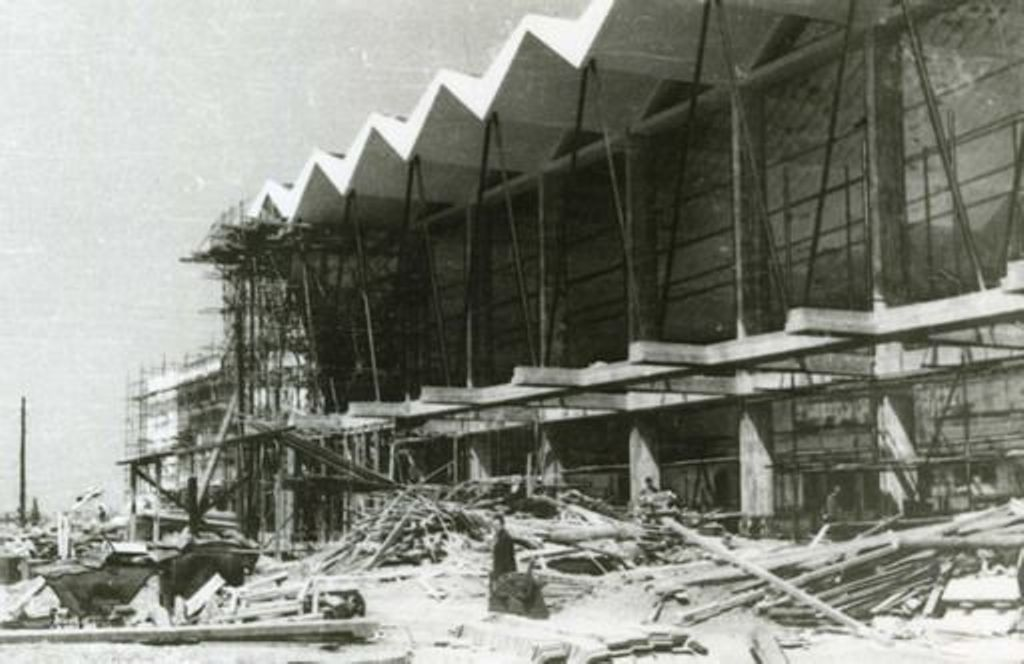
Estación de Novi Sad en construcción, 1963-1964
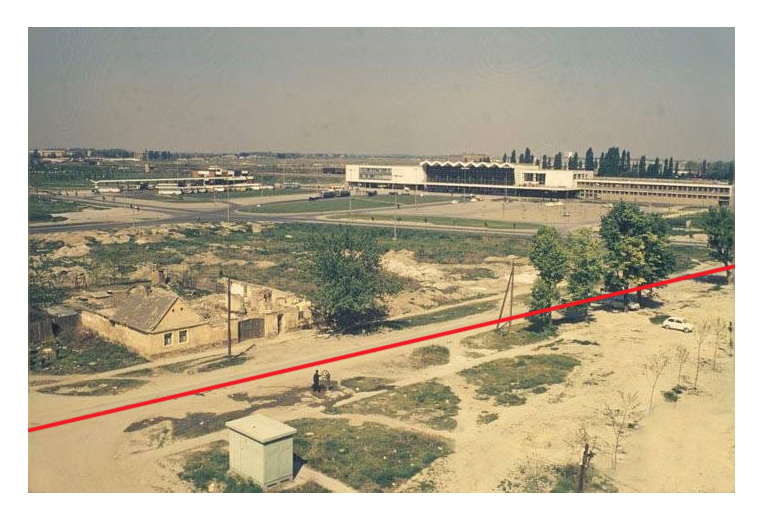
Estación de Novi Sad y bulevar 23 de Octubre (actualmente bulevar de la Liberación), década de 1960-1970
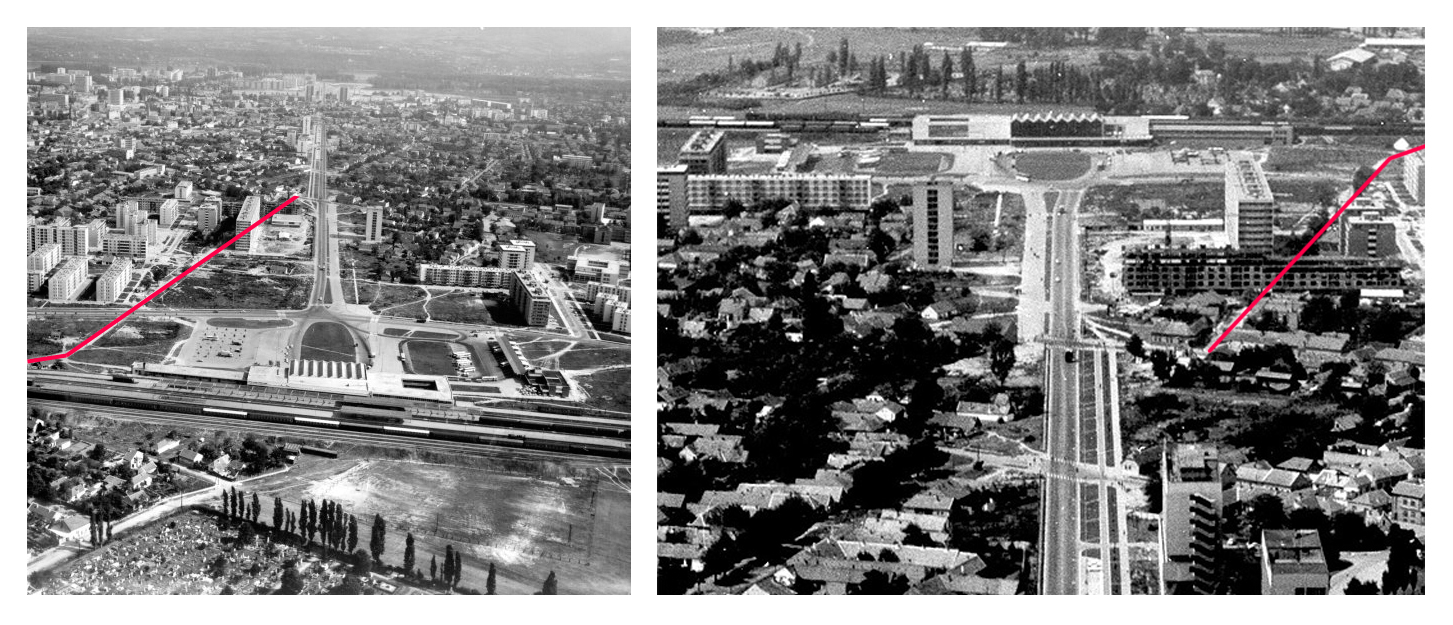
Estación de Novi Sad y bulevar 23 de Octubre (actualmente bulevar de la Liberación), década de 1960-1970
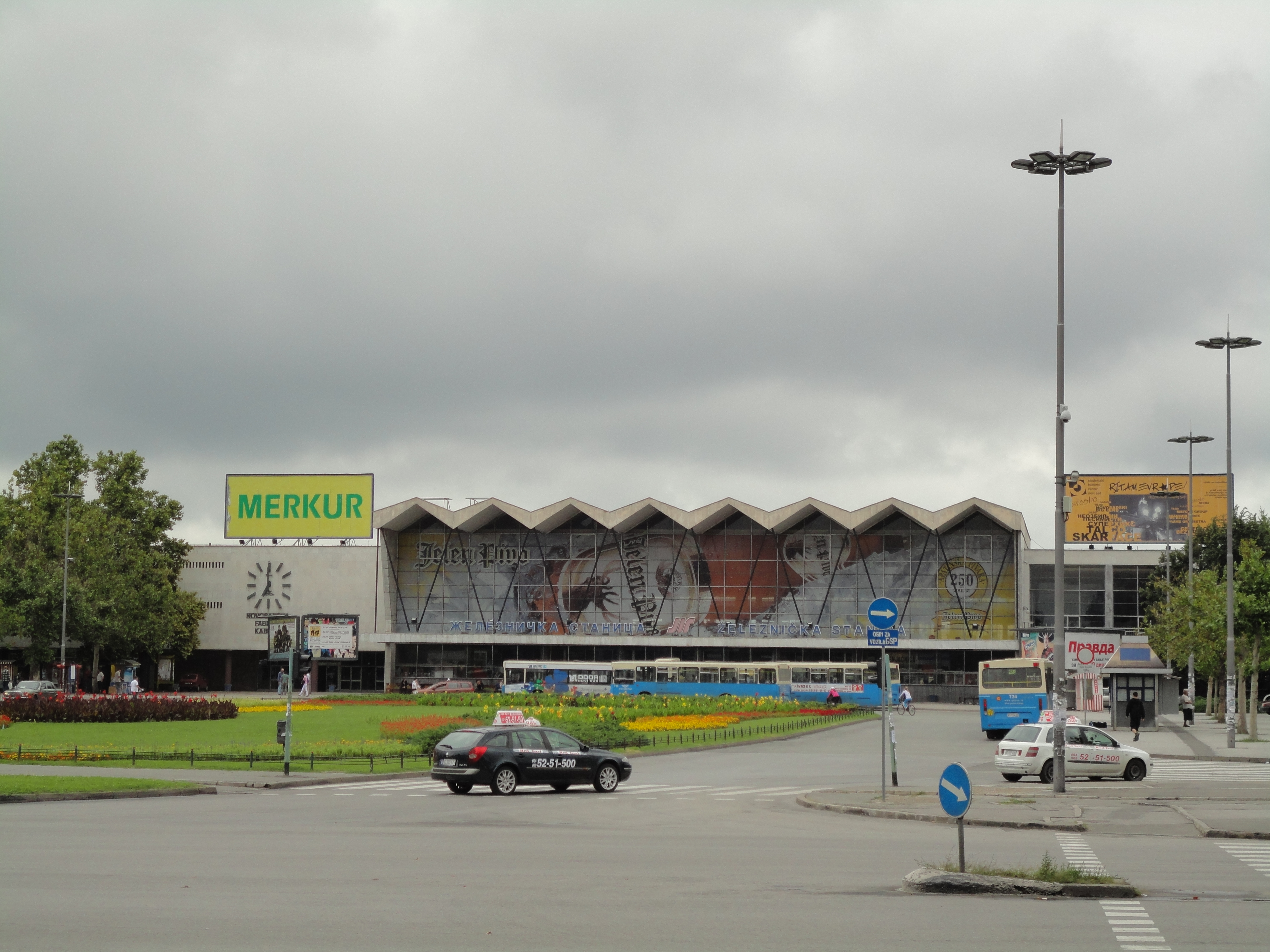
Exterior de la estación de Novi Sad, julio de 2010
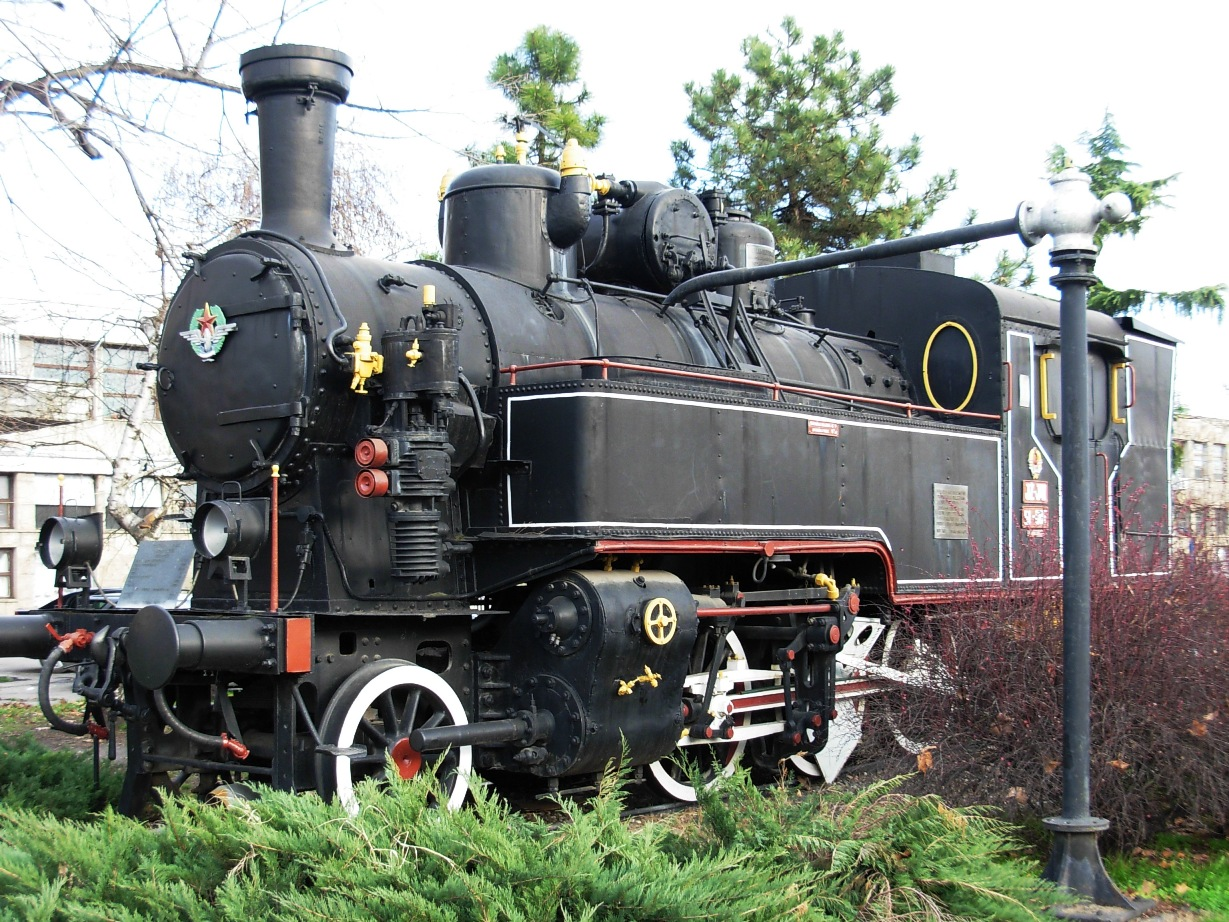
Locomotora JŽ 51-007 (construida en 1925 y colocada en su emplazamiento actual en 1988), diciembre de 2010
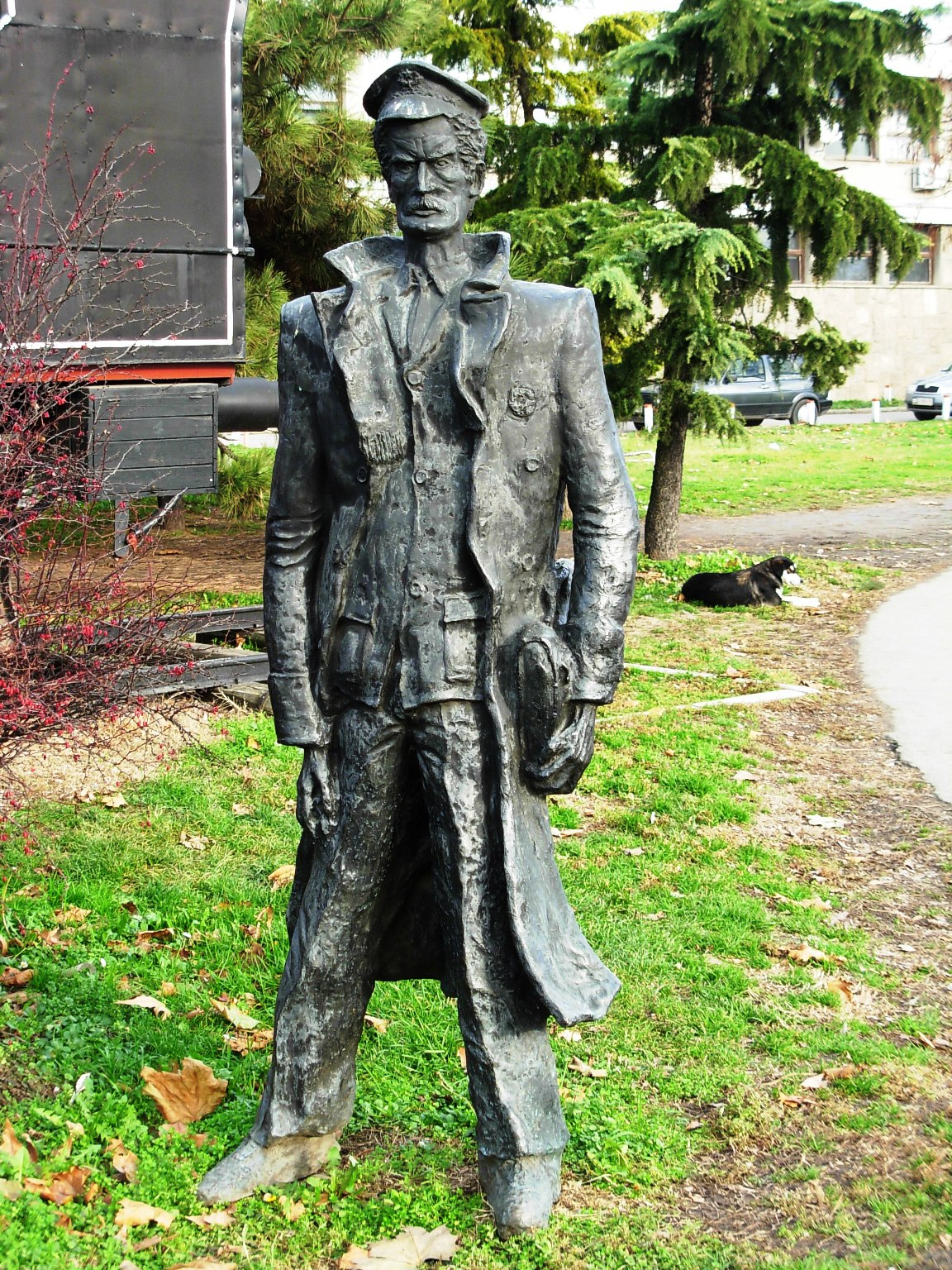
Estatua de un trabajador ferroviario (1989) de Radovan Moljski, diciembre de 2010
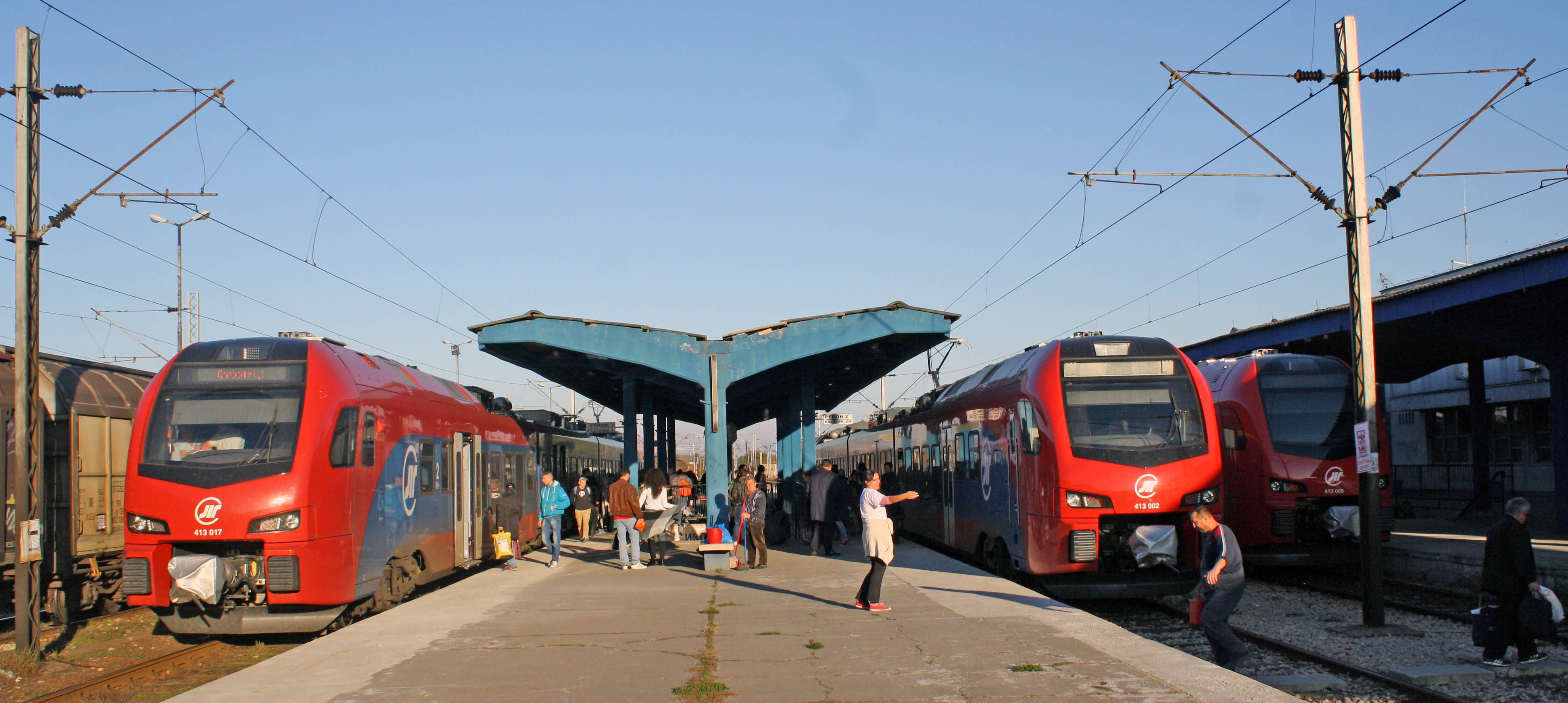
Tres ŽS 413 Stadler FLIRT en la estación de Novi Sad, octubre de 2015
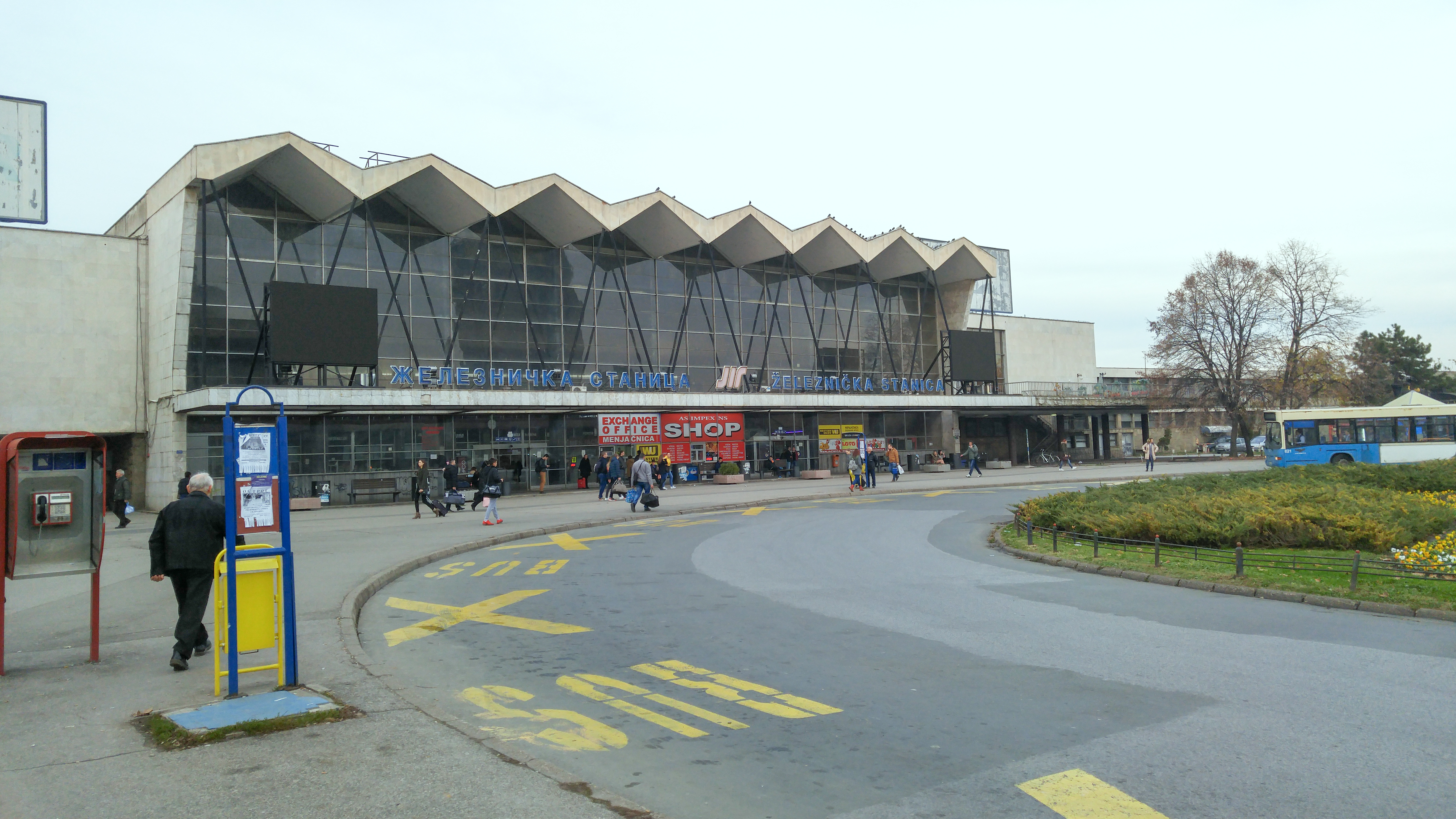
Exterior de la estación de Novi Sad, noviembre de 2016
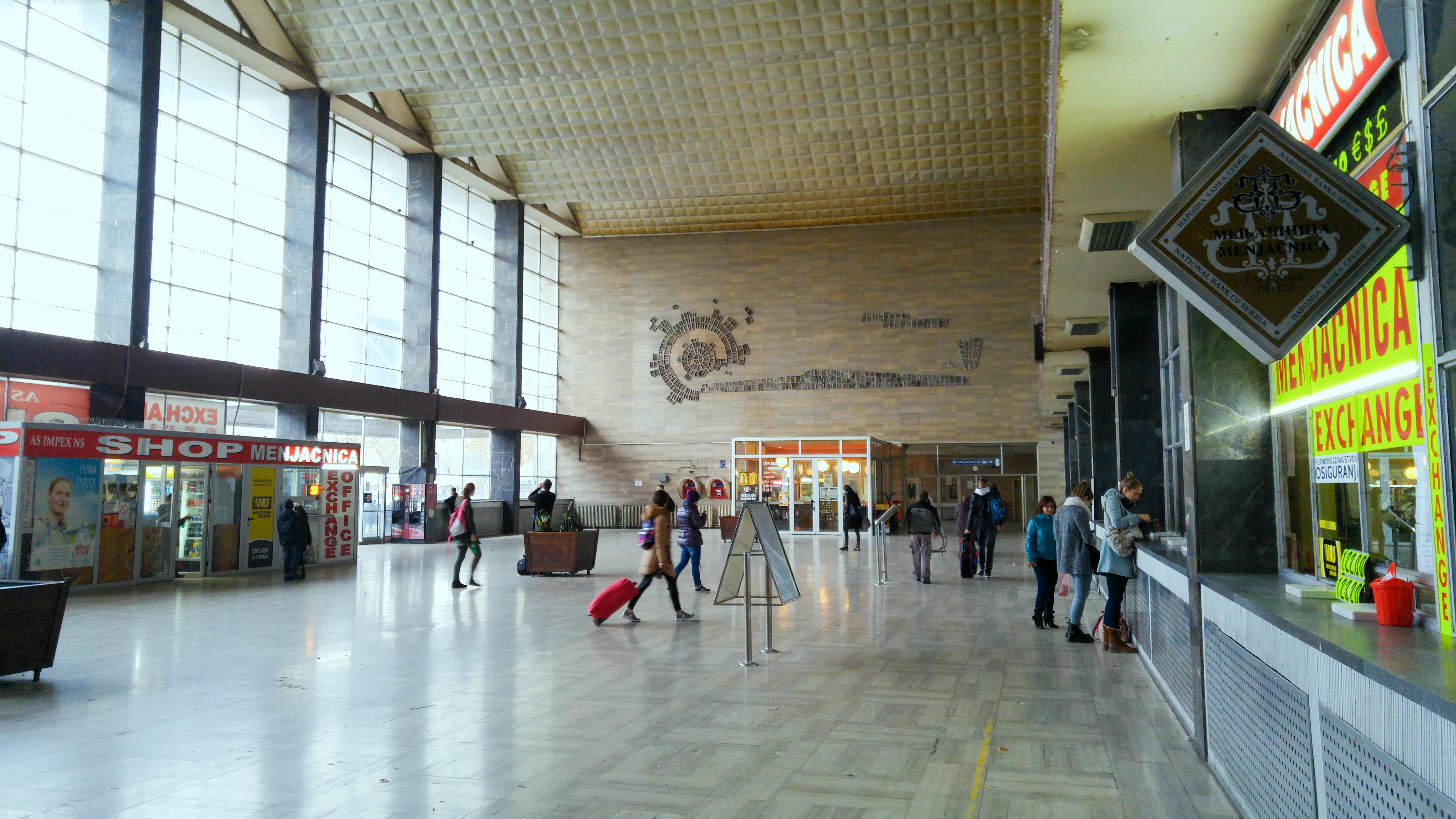
Interior de la estación de Novi Sad con la composición "Zora u ravnici Vojvodine" (1964) realizada por Ljubiša Petrović, noviembre de 2016
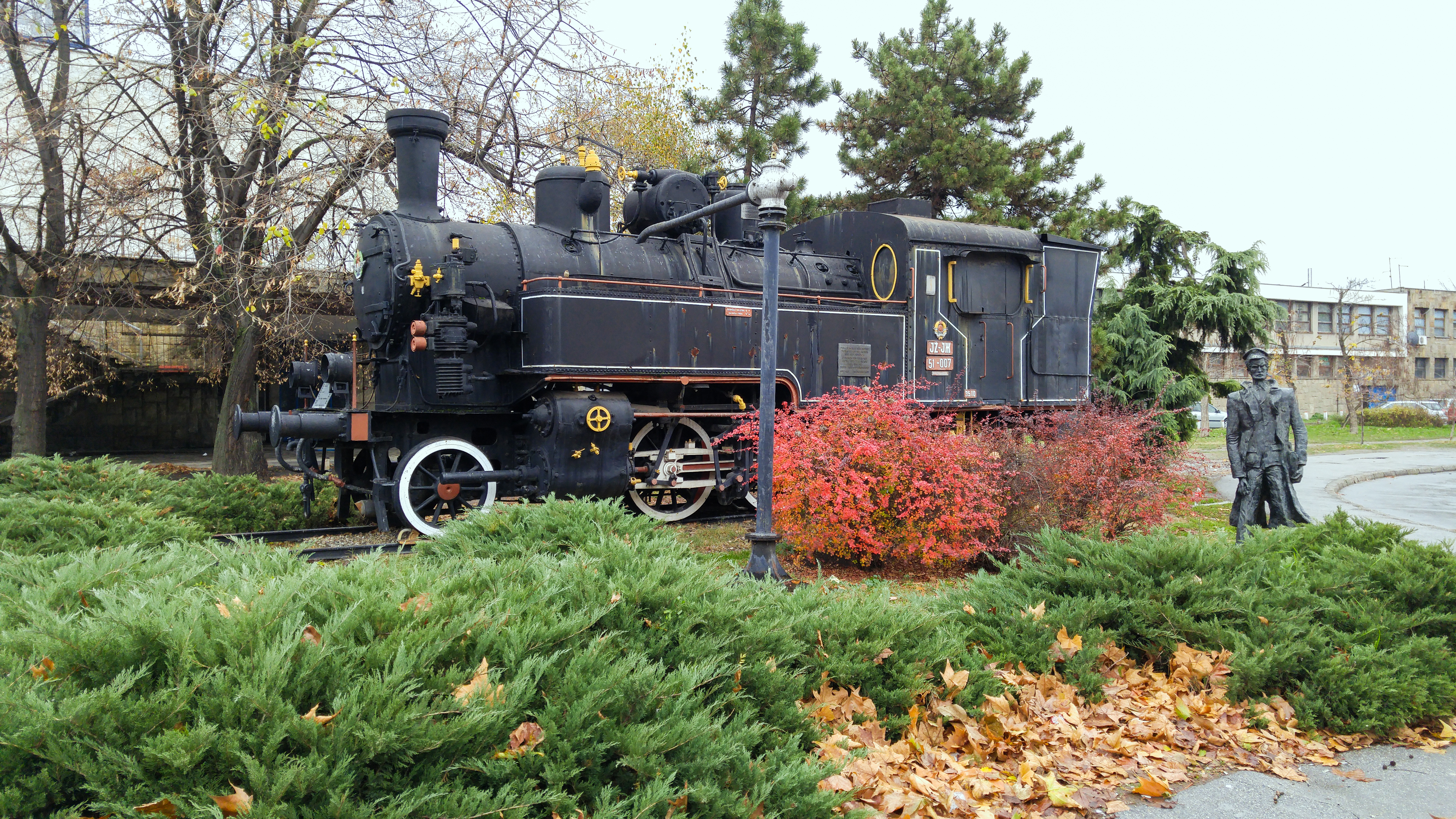
Monumento conmemorativo de la primera locomotora en Novi Sad, noviembre de 2016
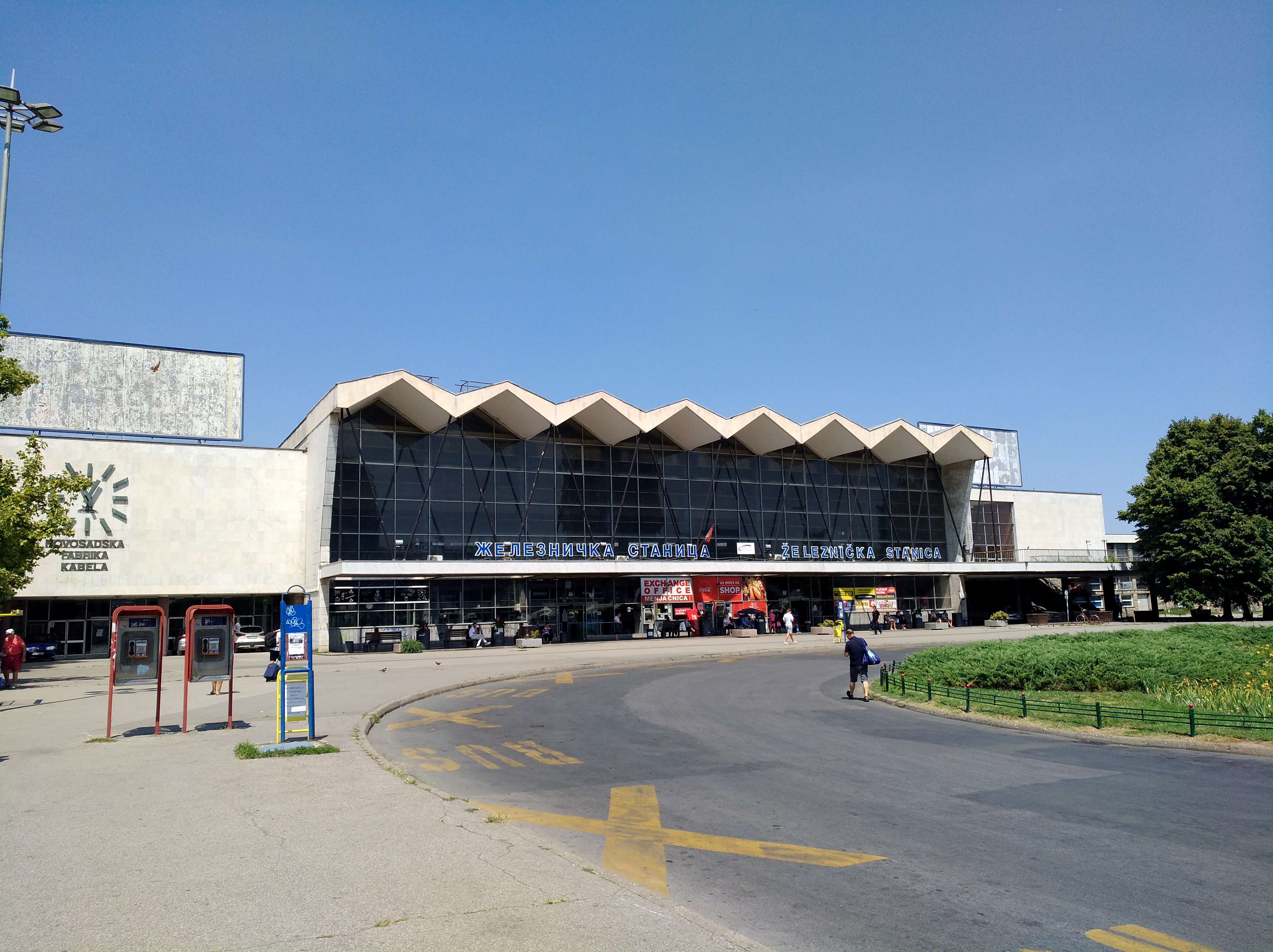
Exterior de la estación de Novi Sad, julio de 2021
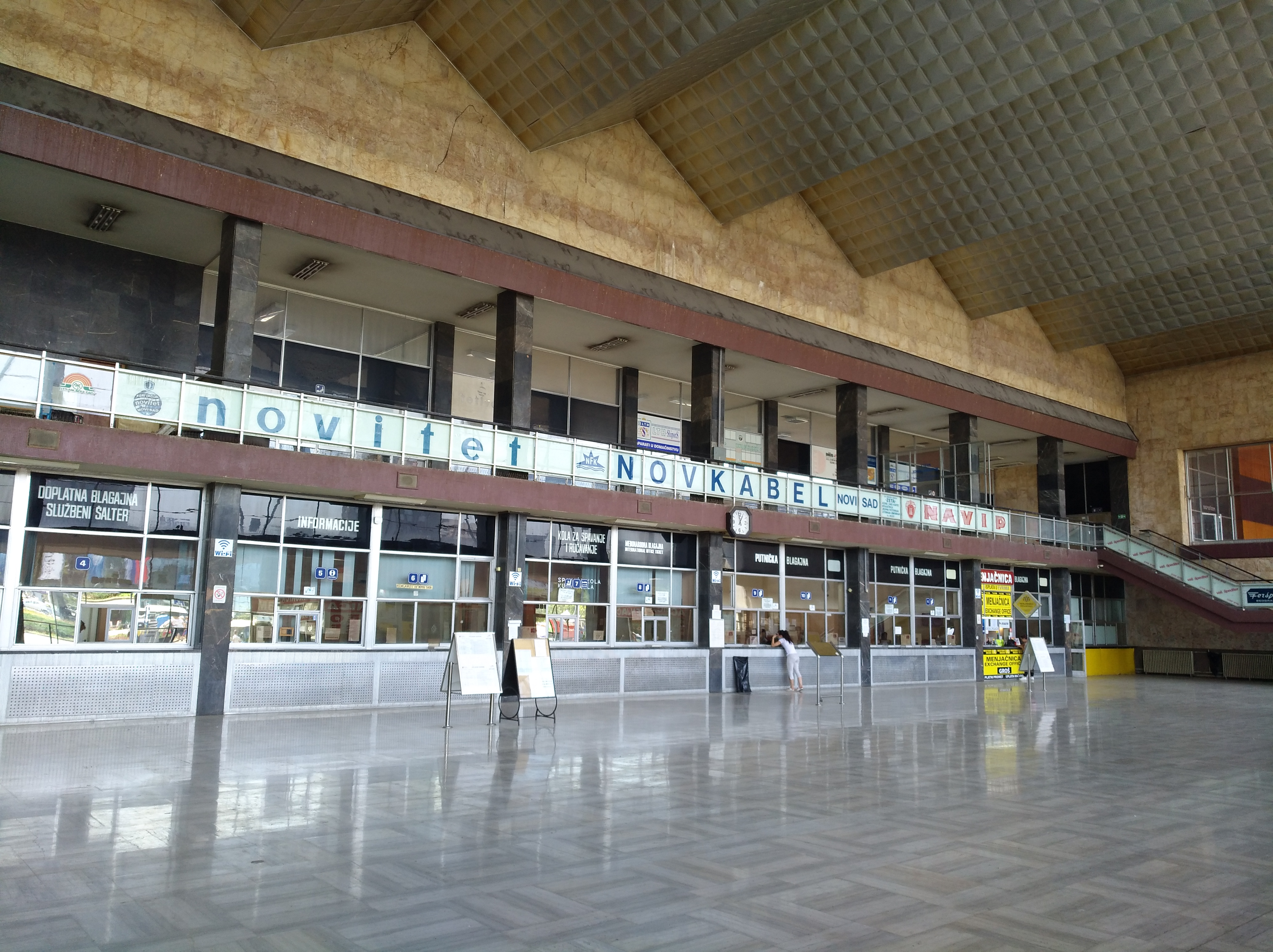
Interior de la estación de Novi Sad, julio de 2021
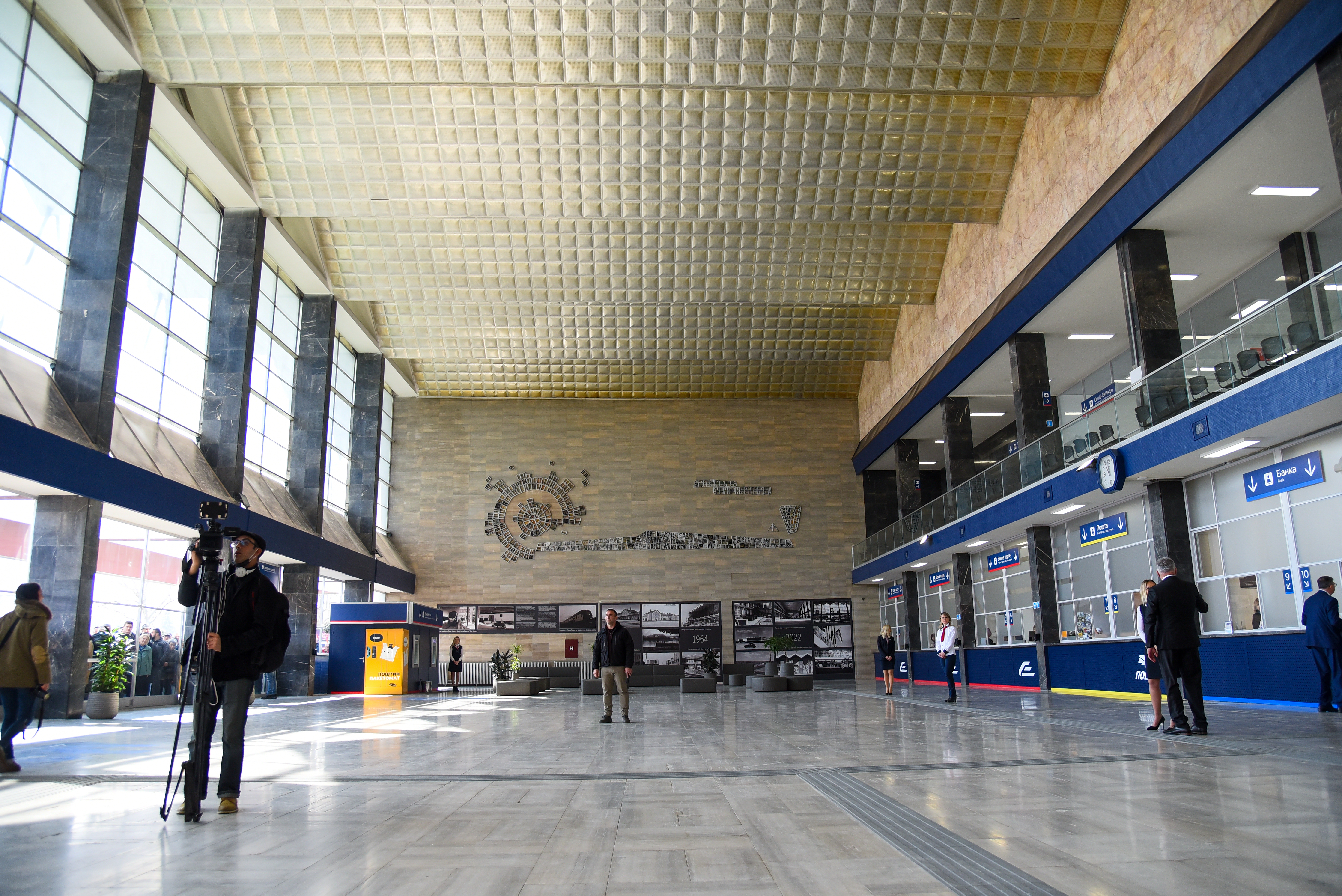
Interior de la estación de Novi Sad con la composición "Zora u ravnici Vojvodine" (1964) realizada por Ljubiša Petrović, marzo de 2022
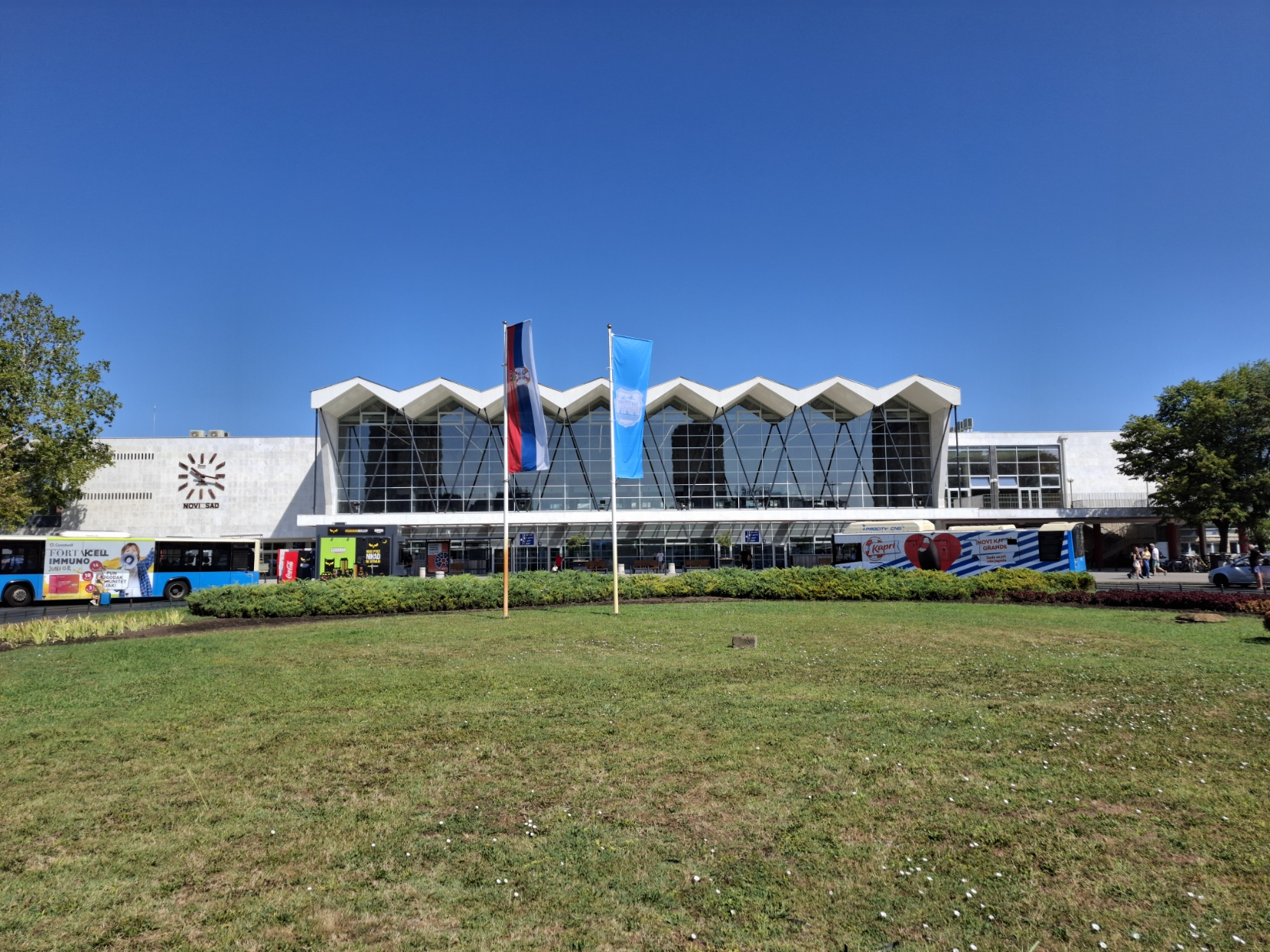
Exterior de la estación de Novi Sad, agosto de 2024
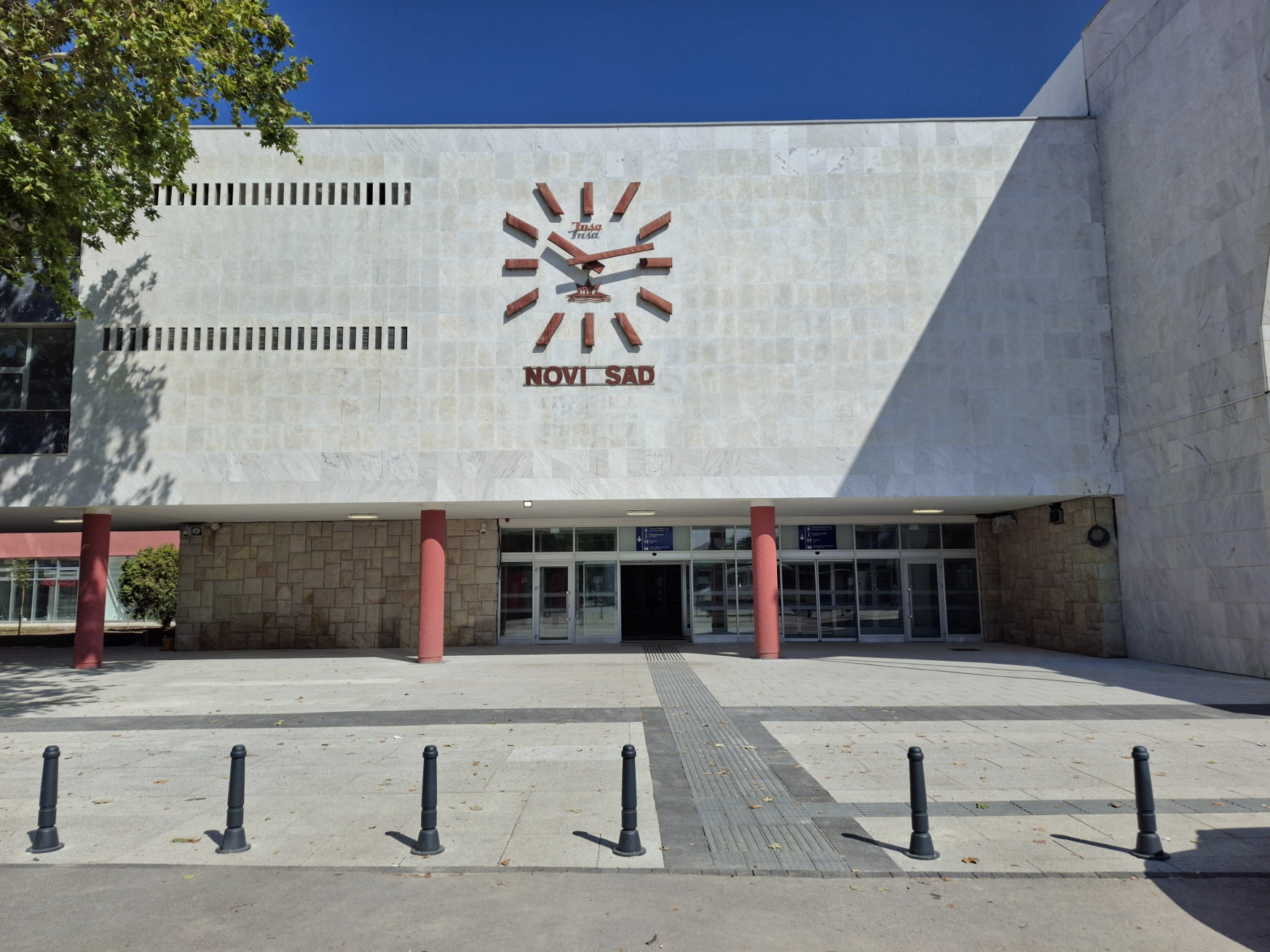
Reloj público en la estación de Novi Sad, agosto de 2024
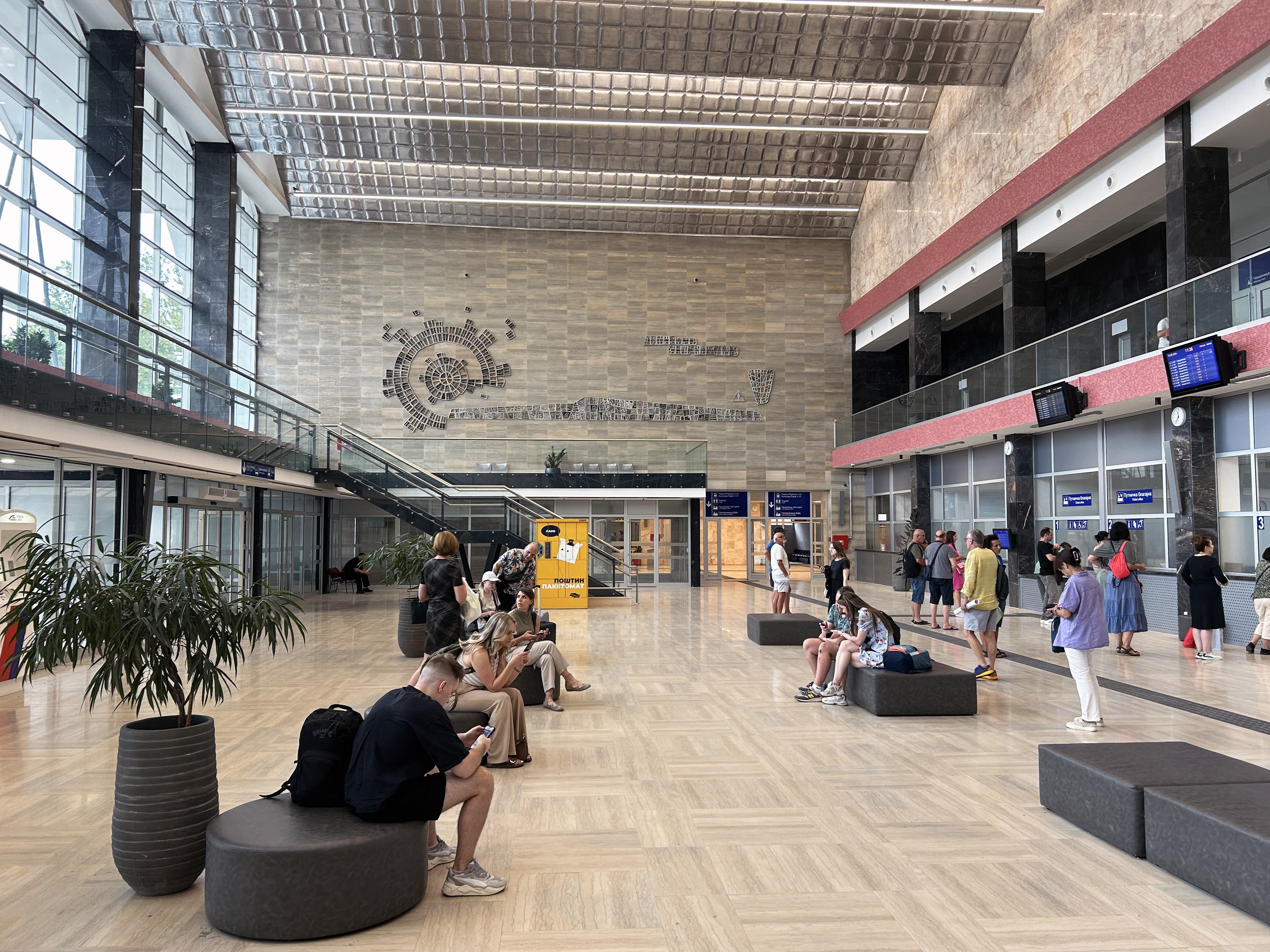
Interior de la estación de Novi Sad con la composición "Zora u ravnici Vojvodine" (1964) realizada por Ljubiša Petrović, agosto de 2024
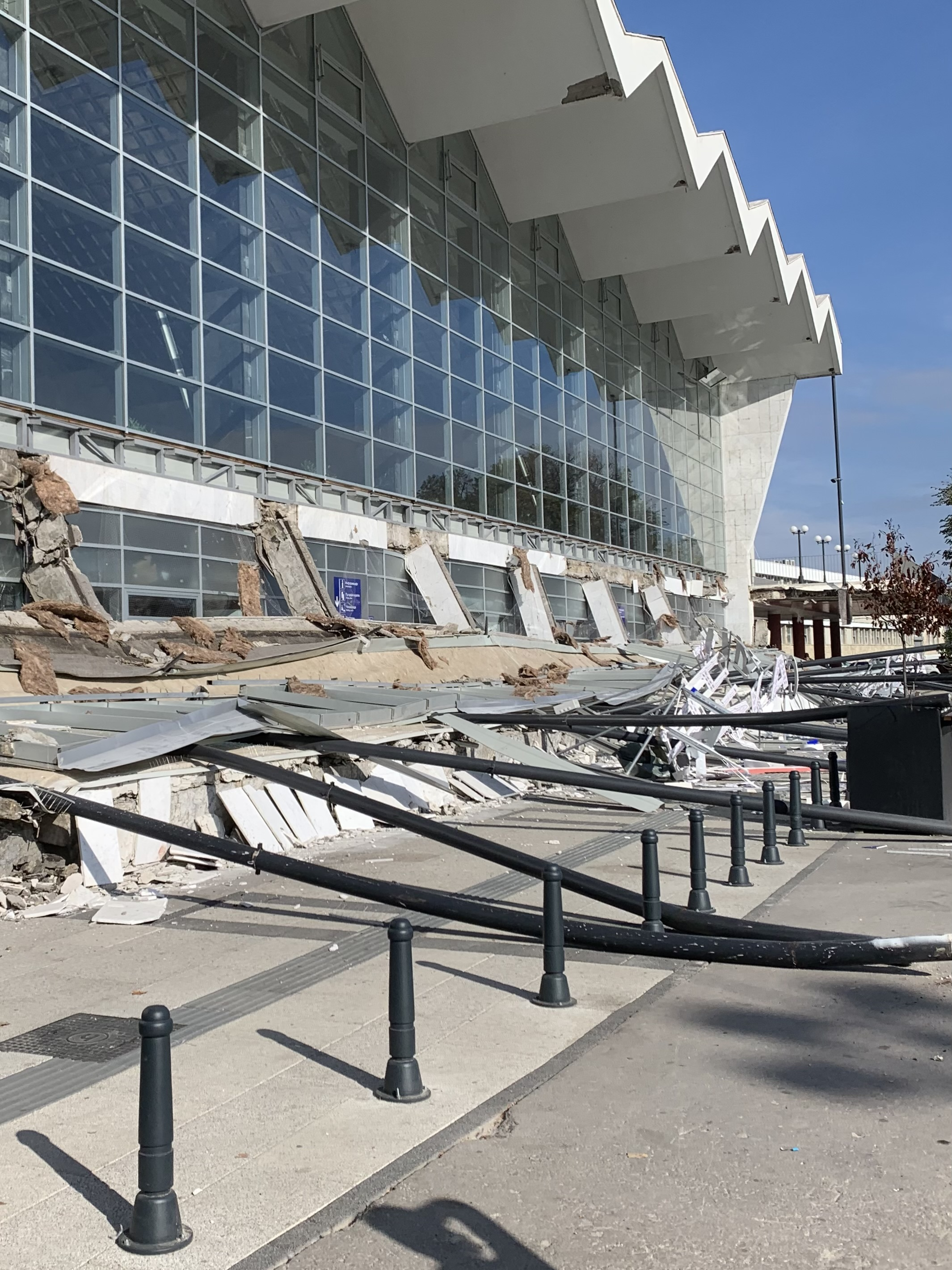
Derrumbe de la marquesina de la estación de Novi Sad, 1 de noviembre de 2024